# 巴尔
巴尔，阿爾巴尼亞語音譯為提瓦利是位于黑山西南部亚得里亚海沿岸的一座港口城市，曾為中世紀古國杜克利亞的重要城市，人口13,719（2003年）。